# Freddy González Martínez
Freddy Excelino González Martínez (Líbano, Tolima, 18 de juny de 1975) va ser un ciclista colombià, professional del 2000 al 2014. Gran escalador, va guanyar dos cops el Gran Premi de la muntanya al Giro d'Itàlia.

## Palmarès
- 1998
  - Vencedor de 2 etapes a la Volta a Colòmbia
- 1999
  - Vencedor de 2 etapes a la Volta al Táchira
  - Vencedor d'una etapa a la Volta a Colòmbia
  - Vencedor d'una etapa a la Ruta Mèxic
- 2001
  - 1r al Trofeo dello Scalatore
  - Vencedor d'una etapa al Clásico RCN
- 2002
  - Vencedor de 2 etapes al Clásico RCN
- 2004
  - 1r al Tour de Langkawi
  - Vencedor de 2 etapes a la Volta al Táchira
  - Vencedor d'una etapa a la Volta a Veneçuela
  - Vencedor d'una etapa al Clásico RCN
- 2005
  - Vencedor d'una etapa a la Setmana Ciclista Llombarda
- 2007
  - Vencedor d'una etapa a la Volta a Colòmbia
- 2010
  - Vencedor d'una etapa a la Volta a Colòmbia
- 2011
  - Vencedor d'una etapa a la Volta a Colòmbia
- 2015
  - Vencedor d'una etapa al Clásico RCN

### Resultats al Giro d'Itàlia
- 2000. Abandona (18a etapa)
- 2001. 46è de la classificació general.  1r del Gran Premi de la muntanya
- 2002. Abandona (10a etapa)
- 2003. 35è de la classificació general.  1r del Gran Premi de la muntanya i del Premi de la combativitat
- 2004. Abandona (9a etapa)
- 2005. No surt (6a etapa)

### Resultats a la Volta a Espanya
- 2005. Abandona (12a etapa)